# Disrupt
Disrupt was een Amerikaanse grindcore en crustcore-band uit Lynn (Massachusetts). Het wordt beschouwd als een van de eerste bands die politieke crustcore combineert met grindcore.

## Bezetting
Oprichters
- Jay Stiles (zang)
- Pete Kamarinos (zang)
- Chris Drake (gitaar, tot 1989, 1990–1991)
- Tony Leone (basgitaar, 1987)
- Harry Haralabatos (drums, 1987, 1989–1991)

Laatste bezetting
- Jay Stiles (zang)
- Pete Kamarinos (zang)
- Jeff Hayward (gitaar, sinds 1991)
- Terry Savansto (gitaar)
- Randy Odierno (drums)
- Bob Palumbo (basgitaar, sinds 1990)

Voormalige leden
- Brad Clark (drums, 1988)
- Mike Williams (gitaar, 1988–1989)
- Scott Lucid (basgitaar, 1989–1990)

Sessielid
- Alyssa Murry op Unrest (zang, 1994)

## Geschiedenis
Disrupt werd opgericht in 1987 in Lynn (Massachusetts) en bestond van 1987 tot 1994. Gedurende deze tijd had de band een aantal leden die voortdurend werden uitgewisseld. De vaste bezetting bestond uit twee zangers, twee gitaristen, een bassist en een drummer. In 1994 was Unrest (Relapse Records) het enige volledige muziekalbum van de band. Verder bracht de band voornamelijk split-publicaties, singles en ep's uit. Na een Europese tournee viel de band uiteen vanwege persoonlijke en muzikale verschillen. Vier leden van Disrupt richtten later de hardcore punkband Grief op. Relapse Records heeft sindsdien een reeks compilaties uitgebracht met oudere stukken van Disrupt.

## Stijl
Disrupt speelde een mix van door ontlading beïnvloede crustcore of d-beat met verschillende grindcore-elementen. Naast Discharge werd de band muzikaal beïnvloed door Extreme Noise Terror, Crude SS, Chaos U.K., The Varukers en Rattus. De teksten gingen over sociale problemen en werden geschreven vanuit een extreem linkse, anarchistische invalshoek. Vegetarisme was een ander onderdeel van de teksten. De omslagen van de verschillende publicaties bevatten meestal echte afbeeldingen van politieke demonstraties, politieke sterfgevallen en gedode dieren. Het omslagontwerp was ook gebaseerd op Discharge.

## Discografie

### Album
- 1994: Unrest (Relapse Records, LP/CD)

### Compilaties/Nieuwe edities
- 2007: Split met Straight Edge Kegger (Blastcore Records and Tapes, Picture-7")
- 2007: Same (Unrest Records, 10")
- 2007: Disrupt Dead (Relapse Records, 3cd-box + dvd)
- 2007: The Rest (Relapse Records, 2cd)

### Verdere publicaties
- 1989: Millions Die for Moneymaking (mc, eigen publicatie)
- 1990: Same (ep, Deafcore/Crust Records)
- 1991: Split met Destroy! (split 7", Adversity Records/Break the Chains)
- 1991: Refuse Planet (ep, Relapse Records)
- 1991: Split met Tuomiopäivän Lapset (split 7", Ecocentric Records)
- 1991: Smash Divisions (ep, SOA Records)
- 1992: Split met Taste of Fear (split 7", Off the Disk Records)
- 1992: Split met Disdain (Split 7", Desperate Attempt Records)
- 1992: Split met Resist (split 7", DAM)
- 1993: People Killing People (split-lp met Sauna, Sludge Records)
- 1994: Deprived (ep, Relapse Records)
- 1994: Split met Warcollapse (split 7", Crust Records)